# Linh dương Heuglin
Linh dương Heuglin (danh pháp khoa học: Eudorcas tilonura), còn được gọi là linh dương Eritrea, là một loài linh dương được tìm thấy tại phía đông sông Nile ở Eritrea, Ethiopia và Sudan. Các nhà khoa học xem chúng là một phân loài của linh dương trán đỏ (E. rufifrons) hoặc cùng loài với linh dương Thomson (E. thomsonii) và linh dương Mongalla (E. albonotata) trong quá khứ. Loài linh dương nhỏ nhắn này có chiều cao ngang vai là 67 cm (26 in) và nặng từ 15 đến 35 kg (33 đến 77 lb), với bộ lông màu nâu sẫm cùng một sọc đỏ sẫm ở hai bên sườn, ngoại trừ phần dưới bụng và phần mông có màu trắng. Sừng của linh dương Heuglin hiện diện ở cả hai giống đực và cái, với chiều dài từ 15 đến 35 cm (5,9 đến 13,8 in).
Hiện nay, con người vẫn còn rất mơ hồ về tập tính lẫn khía cạnh sinh thái học của loài linh dương Heuglin này. Chúng thường sống đơn độc hoặc theo đàn từ hai đến bốn con, chủ yếu nhai, gặm cỏ. Chu kỳ mang thai của chúng kéo dài gần sáu tháng đến khi linh dương con được sinh ra. Linh dương Heuglin chủ yếu sống trong các khu vực rộng lớn như thảo nguyên, đồng cỏ khô và những vùng đất đầy bụi rậm gai ở độ cao 1.400 m (4.600 ft) so với mực nước biển. Việc môi trường sống ngày càng bị thu hẹp cùng vấn nạn săn bắt trái phép để lấy thịt đang là mối đe dọa lớn đối với sự sinh tồn của những con linh dương này. Số lượng cá thể của chúng có xu hướng giảm 20% trong khoảng chín năm kể từ 2008. Tính đến năm 2016, chỉ có 2.500 đến 3.500 cá thể tồn tại trong các nhóm nhỏ, sống phân tán, nhưng chưa đầy 2.500 trong số này là những cá thể trưởng thành. Vì lý do này, linh dương Heuglin được phân loại là một trong những loài có nguy cơ tuyệt chủng trong sách đỏ của Liên minh Bảo tồn Thiên nhiên Quốc tế (IUCN).

## Phân loại học
Năm 1863, nhà thám hiểm và nhà điểu học người Đức Theodor von Heuglin lần đầu tiên mô tả loài linh dương Heuglin dựa trên mô tả của mình về một mẫu vật từ vùng đồng bằng gần Ain-Saba ở Bogosland, Abyssinia (Đế quốc Ethiopia). Ông cùng nhiều tác giả khác sau này đã xem loài này là một phân loài của linh dương trán đỏ (Eudorcas rufifrons) hoặc cùng loài với linh dương Thomson (E. thomsonii) và linh dương Mongalla (E. albonotata). Vào năm 2013, nhà sinh vật học Colin Groves chính thức phân loại linh dương Heuglin là một loài độc lập. Nhiều nhà khoa học, tác giả sau đó cũng dựa vào nghiên cứu này của Groves.

## Đặc điểm
Linh dương Heuglin nhỏ hơn đáng kể và có đặc điểm dị hình giới tính ít hơn nhiều so với các loài linh dương khác. Cả con đực và con cái đều có sừng ngắn hơn và mỏng hơn. Chiều dài đầu và thân lần lượt là 55 và 120 cm (22 và 47 in), chiều cao ngang vai khoảng 67 cm (26 in). Con đực nặng từ 20 đến 35 kg (44 đến 77 lb), con cái nặng từ 15 đến 25 kg (33 đến 55 lb). Linh dương Heuglin có bộ lông màu nâu sẫm, ngoại trừ phần dưới bụng và mông có màu trắng. Ngoài ra, chúng còn có một sọc đỏ sẫm trên sườn và phần giữa mặt sậm màu hơn xung quanh khuôn mặt với nhiều vòng trắng quanh mắt. Linh dương Heuglin có hai sừng, mỗi chiếc có chiều dài dao động từ 22–35 cm (8,7–13,8 in) với con đực và 15–25 cm (5,9–9,8 in) với con cái. Đỉnh chóp của mỗi chiếc sừng hướng vào nhau. Hai gốc sừng cách nhau 11,9–17,3 cm (4,7–6,8 in), hai đỉnh chóp của sừng cách nhau 4,1–9,4 cm (1,6–3,7 in). Con cái có sừng thẳng và mảnh khảnh hơn so với con đực. Đuôi của chúng có chiều dài từ 15 đến 27 cm (5,9 đến 10,6 in), đỏ chót ở gốc và đen dần theo chiều từ gốc đến đỉnh đuôi. Hơn thế nữa, những chiếc đuôi của loài này nhỏ hơn và có màu thẫm hơn so với linh dương đầu đỏ và mũi không có vết đốm. Khu vực phân bố của chúng nằm rải rác, nhiều địa điểm trùng với nơi sinh sống của linh dương Ai Cập. Tuy vậy, vẫn có thể phân biệt hai loài này dựa vào đặc điểm sọc màu của chúng. Cụ thể, sọc đỏ ở mạn sườn linh dương Ai Cập có màu sáng hơn. Ở những vùng khác như Tây Nam Eritrea, những con linh dương Soemmerring lớn hơn và nhạt màu hơn chia sẻ khu vực sinh sống của mình với linh dương Heuglin, với đặc điểm phân biệt là chúng có những chiếc sừng ngắn, nặng, cong về phía sau, đỉnh sừng nhọn hướng vào trong, mông trắng và đuôi có lông ngắn màu trắng.

## Sinh thái học và tập tính
Linh dương Heuglin sống một cuộc đời đơn độc hoặc tạo lập thành nhóm từ hai đến bốn cá thể. Vào những thời điểm nóng nhất trong ngày, chúng nạo đất để tạo ra các vị trí nghỉ ngơi dưới những rặng cây bụi hay cây tán rộng, chẳng hạn như cây Balanites aegyptiaca ở thảo nguyên và Vachellia nubica ở vùng cây bụi. Các nhóm linh dương cũng có thể nghỉ ngơi trong các khu vực nông hơn trong khoảng thời gian dài, dựa vào số lượng các đống phân ngày càng tăng trong các khu vực này. Loài này có một tập tính lãnh thổ đặc biệt mà ít người biết đến, trong đó con đực đánh dấu lãnh thổ bằng một đống phân gần với hàng rào bao quanh khu vực của chúng. Trước tiên, chúng sẽ ngửi và cào đất quanh khu vực gần đó, đến khi lựa chọn vị trí thích hợp, chúng sẽ thải các chất bài tiết ra đó. Các tuyến lệ cũng được sử dụng để đánh dấu lãnh thổ. Linh dương Heuglin ăn cỏ tương tự như các loài động vật chăn thả khác. Mặc dù có thể tồn tại trong thời gian dài mà không cần nước, loài linh dương này vẫn phụ thuộc nhiều vào nước hơn các loài linh dương khác trong phạm vi của chúng. Quá trình giao hợp kéo dài trong vài giây, con đực đứng thẳng trên hai chi sau và tiến hành giao phối. Thời gian mang thai không cố định, kéo dài từ 184 đến 189 ngày. Hầu hết các ca sinh nở đều diễn ra vào mùa mưa. Linh dương con mới sinh có thể là mục tiêu đe dọa của chó rừng hoặc linh cẩu. Tuy nhiều quan sát đã được đưa ra, nhưng người ta vẫn biết rất ít về khía cạnh sinh thái lẫn tập tính của loài động vật này.

## Môi trường sống và sự phân bố
Phạm vi phân bố chủ yếu của linh dương Heuglin là vùng đất phía đông sông Nile, vùng núi Itbay, Đông Nam Ai Cập, Đông Bắc Sudan cũng như vùng đồi ở Tây Bắc Ethiopia và phía Tây Eritrea. Linh dương Heuglin ưa thích các khu vực mở, rộng lớn như thảo nguyên, đồng cỏ khô và miền đất bụi rậm gai có độ cao lên đến 1.400 m (4.600 ft). Người ta biết rất ít về số lượng cá thể cũng như tình trạng của loài linh dương này. Có số liệu cho thấy số lượng cá thể đã giảm mạnh ở Eritrea. Tuy nhiên, vào năm 2019, Cơ quan Lâm nghiệp và Sự sống hoang dã của Eritrea chính thức tuyên bố phát hiện linh dương Heuglin một lần nữa ở quốc gia này trong tiểu khu Dige (Vùng Gash-Barka). Trước đó, lần cuối cùng một con linh dương được báo cáo xuất hiện là đã từ thời cai trị của Ý ở Eritrea (thế kỷ 19 đến 20).

## Đe dọa và bảo tồn
Sách đỏ của IUCN phân loại linh dương Heuglin là loài có nguy cơ tuyệt chủng. Theo IUCN, số lượng cá thể loài này có thể đã giảm tới 20% trong khoảng chín năm sau năm 2008. Tính đến năm 2016, chỉ có 2.500 đến 3.500 cá thể ở trong các nhóm nhỏ sống phân tán, với ít hơn 2.500 cá thể trưởng thành. Loài linh dương này đang bị mất môi trường sống nghiêm trọng do chăn thả quá mức, nạn phá rừng, mở rộng nông nghiệp cũng như hạn hán. Ngoài ra, việc săn bắn trái phép để lấy thịt cũng là một mối đe dọa lớn. Linh dương Heuglin cũng từng xuất hiện ở một số khu vực được bảo vệ: Khu bảo tồn thiên nhiên Gash-Setit ở Eritrea, Vườn quốc gia Kafta Sheraro hoặc có thể là Vườn quốc gia Alatash ở Ethiopia, Vườn quốc gia Dinder ở Sudan. Nhà bảo tồn sinh thái loài linh dương Rod East lưu ý rằng quần thể linh dương Heuglin trong Vườn quốc gia Dinder đang bị đe dọa do săn bắn, đặc biệt là vào mùa mưa khi các loài động vật thường xuyên vượt ra biên giới của Vườn. Ngoài ra, vào mùa khô, những người chăn nuôi lạc đà và dê thường xâm phạm khu vực này và để động vật của mình gặm cỏ trên các thảm thực vật, tước đoạt thức ăn cùng nơi nghỉ ngơi của loài linh dương Heuglin.